# 青春物語
『青春物語』（せいしゅんものがたり、原題：Peyton Place）は1957年に公開されたアメリカ合衆国のドラマ映画。グレース・メタリアスによる1956年のベストセラー小説『Peyton Place』を映画化した作品である。監督はマーク・ロブソン。出演はラナ・ターナーなど。続編に『青春の旅情』がある。

## キャスト
※括弧内は日本語吹替（テレビ版）
- コンスタンス・マッケンジー：ラナ・ターナー（武藤礼子）
- アリソン・マッケンジー：ダイアン・ヴァーシ（英語版）（杉山佳寿子）
- セレーナ・クロス：ホープ・ラング
- マイケル・ロッシ：リー・フィリップス（英語版）
- ルーカス・クロス：アーサー・ケネディ
- マシュー・スウェイン：ロイド・ノーラン
- ノーマン・ページ：ラス・タンブリン
- ベティ・アンダーソン：テリー・ムーア（英語版）
- テッド・カーター：デヴィッド・ネルソン（英語版）
- ロドニー・ハリントン：バリー・コー（英語版）
- ネリー・クロス：ベティ・フィールド
- エルシー・ソーントン夫人：ミルドレッド・ダンノック（英語版）
- レスリー・ハリントン：レオン・エイムズ

## スタッフ
- 監督：マーク・ロブソン
- 製作：ジェリー・ウォルド
- 原作：グレイス・メタリアス
- 脚本：ジョン・マイケル・ヘイズ
- 撮影：ウィリアム・C・メラー
- 編集：デヴィッド・ブレサートン
- 音楽：フランツ・ワックスマン